# Кароліна Шпрем
Кароліна Шпрем (хорв. Karolina Šprem Baghdatis, нар. 25 жовтня 1984) — колишня хорватська тенісистка. 
Здобула десять одиночних та один парний титул туру ITF. 
Найвищу одиночну позицію рейтингу WTA — 17 місце досягнула в жовтні 2004 року.
Завершила кар'єру 2011 року.

## Фінали турнірів WTA

### Одиночний розряд: 3 (0–3)
| Перемога – Легенда (до/після 2010)           |
| -------------------------------------------- |
| Турніри Великого шолома (0–0)                |
| Турніри WTA Tour (0–0)                       |
| Tier I / Premier Mandatory & Premier 5 (0–0) |
| Tier II / Premier (0–0)                      |
| Tier III, IV & V / International (0–3)       |

| Титули за покриттям |
| ------------------- |
| Тверде (0–1)        |
| Трава (0–0)         |
| Ґрунт (0–2)         |
| Килим (0–0)         |

| Результат | Ранг | Дата            | Турнір                                | Покриття         | Опонент             | Рахунок            |
| --------- | ---- | --------------- | ------------------------------------- | ---------------- | ------------------- | ------------------ |
| Поразка   | 1.   | 24 травня 2003  | Internationaux de Strasbourg, Франція | Ґрунт            | Сільвія Фаріна-Елія | 3–6, 6–4, 4–6      |
| Поразка   | 2.   | 14 червня 2003  | Vienna, Австрія                       | Ґрунт            | Паола Суарес        | 6–7(0–7), 6–2, 4–6 |
| Поразка   | 3.   | 25 вересня 2005 | Sunfeast Open, Індія                  | Тверде (indoors) | Анастасія Мискіна   | 2–6, 2–6           |

## Фінали ITF

### Одиночний розряд: 14 (10–4)
| Турніри $100,000 |
| Турніри $75,000  |
| Турніри $50,000  |
| Турніри $25,000  |
| Турніри $10,000  |

| Результат | Ранг | Дата             | Турнір                 | Покриття | Опонент in the final | Рахунок            |
| --------- | ---- | ---------------- | ---------------------- | -------- | -------------------- | ------------------ |
| Runner–up | 1.   | 2 вересня 2001   | Мостар                 | Ґрунт    | Adriana Basarić      | 4–6, 3–6           |
| Перемога  | 1.   | 27 січня 2002    | Курмайор               | Тверде   | Stefanie Weis        | 4–6, 7–6(7–3), 6–4 |
| Перемога  | 2.   | 17 лютого 2002   | Бергамо                | Тверде   | Rita Degli Esposti   | 6–1, 6–2           |
| Runner–up | 2.   | 31 березня 2002  | Rome – Parioli         | Ґрунт    | Дінара Сафіна        | 7–6(7–3), 2–6, 3–6 |
| Runner–up | 3.   | 23 червня 2002   | Горіція                | Ґрунт    | Айнхоа Гоньї         | 6–7(4–7), 1–6      |
| Runner–up | 4.   | 11 серпня 2002   | Ріміні                 | Ґрунт    | Лоранс Андретто      | 5–7, 4–6           |
| Перемога  | 3.   | 26 січня 2003    | Гренобль               | Тверде   | Софі Лефевр          | 7–5, 7–5           |
| Перемога  | 4.   | 16 лютого 2003   | Саутгемптон            | Тверде   | Magdalena Zděnovcová | 6–1, 3–0, ret.     |
| Перемога  | 5.   | 23 лютого 2003   | Редбридж (боро)        | Тверде   | Ольга Барабанщикова  | 6–3, 6–2           |
| Перемога  | 6.   | 23 березня 2003  | Кастельйон-де-ла-Плана | Ґрунт    | Людмила Черванова    | 6–3, 6–3           |
| Перемога  | 7.   | 2 листопада 2003 | Пуатьє                 | Тверде   | Роберта Вінчі        | 6–4, 7–5           |
| Перемога  | 8.   | 1 березня 2009   | Біберах-на-Рісі        | Тверде   | Кірстен Фліпкенс     | 6–1, 6–2           |
| Перемога  | 9.   | 11 квітня 2009   | Torhout                | Тверде   | Вікторія Кутузова    | 6–1, 6–4           |
| Перемога  | 10.  | 11 квітня 2009   | Местре                 | Тверде   | Івонн Мойсбургер     | 2–6, 6–2, 6–4      |

### Парний розряд: 1 (1–0)
| Результат | Ранг | Дата              | Турнір | Покриття | Партнер             | Опоненти in the final            | Рахунок  |
| --------- | ---- | ----------------- | ------ | -------- | ------------------- | -------------------------------- | -------- |
| Перемога  | 1.   | 24 листопада 2002 | Загреб | Тверде   | Мервана Югич-Салкич | Єлена Костанич-Тошич Matea Mezak | 6–2, 6–4 |

## Виступи в одиночних турнірах Великого шолома
| Турнір                           | 2003 | 2004 | 2005 | 2006 | 2007 | 2008 | 2009 | 2010 | 2011 |
| -------------------------------- | ---- | ---- | ---- | ---- | ---- | ---- | ---- | ---- | ---- |
| Australian Open                  | A    | 1р   | 2р   | 2р   | 1р   | A    | 1р   | 2р   | 1р   |
| French Open                      | A    | 1р   | 2р   | 3р   | A    | 1р   | 1р   | 1р   | A    |
| Вімблдонський турнір             | 2р   | ЧФ   | 1р   | 3р   | A    | A    | 1р   | 2р   | A    |
| Відкритий чемпіонат США з тенісу | 1р   | 1р   | 1р   | 1р   | A    | LQ   | LQ   | 1р   | A    |